# Hristo Yanchev Nikolov
Hristo Yanchev Nikolov (n. 2 octombrie 1985) este un jucător profesionist de baschet, de origine bulgară, care în prezent este component al echipei U-Mobitelco BT Cluj-Napoca, ce activează în Liga Națională de Baschet Masculin (LNMB) din România. Născut în orașul Burgas, Nikolov are o înălțime de 2.00 metri(200 centimetri) și o greutate de 108 kg. Hristo Nikolov evoluează pe poziția de extremă de forță (power forward), putând fi folosit și pe postul de conducător de joc.

## Carieră

### Începutul carierei
Hristo Nikolov a început ca jucător de fotbal, tatăl său fiind fotbalist profesionist. După o scurtă perioadă în care a jucat tenis de câmp, Hristo a fost recrutat în 1997 de echipa locală de baschet, Dolphin, de la care, la vârsta 15 ani a fost transferat de CSKA Sofia. La un an de la transferul în capitala Bulgariei, la vârsta de 16 ani, Hristo a jucat primul său meci pentru echipa de baschet CSKA Sofia.

### Experiența americană
În anul 2005, beneficiind de o bursă, Hristo Nikolov a plecat în statul Wyoming, SUA, unde timp de un an a fost legitimat la echipa de baschet a Colegiului Casper. Din cauza faptului ca la nivel european activase ca jucător profesionist, Nikolov nu a avut drept de joc în liga universitară nord-americană de baschet, NCAA.

### CSKA Sofia/ Lukoil Akademik
După sezonul petrecut peste ocean, Hristo Nikolov a revenit în Bulgaria, la CSKA Sofia, la care în cele 9 sezoane, a câștigat o cupă a Bulgariei, în sezonul 2003-2004. În sezoanele 2008-2009 și 2009-2010, Hristo Nikolov a fost legitimat la clubul bulgar de baschet Lukoil Akademik alături de care a câștigat două titluri de campion național.

### BC Steaua Turabo București
În urma unor amicale susținute cu Lukoil Akademik în România, Nikolov a fost invitat de antrenorul Teo Cizmic să dea probe la echipa din capitala României. În sezonul 2010-2011,sub comanda antrenorului croat Niksa Bavcevici, Nikolov a jucat 38 de meciuri în liga masculină și 5 meciuri în Cupa României, câștigând medalia de argint. La sfârșitul sezonului, Nikolov a părăsit echipa bucureșteană după ce aceasta a fost retrogradată din motive financiare.

### Szolnoki Olaj KK
Pentru Hristo Nikolov, sezonul 2011-2012, petrecut în Ungaria, a însemnat consacrarea la nivel european. Transferat la clubul maghiar Szolnoki Olaj KK, extrema bulgară a reușit să câștige alături de noua lui echipă Supercupa Ungariei, Cupa Ungariei și să acceadă în Final Four-ul FIBA EuroChallenge. La sfârșitul sezonului în care a jucat 36 de meciuri, Hristo Nikolov a fost desemnat MVP-ul ligii maghiare de baschet.

### U-Mobitelco BTCluj-Napoca
La insistențele fostului antrenor de la BC Steaua Turabo București, Niksa Bavcevici, Hristo Nikolov a fost transferat la gruparea de pe malul Someșului Mic, unde este legitimat și în prezent. În tricoul „unviersitarilor”, Nikolov a jucat 33 de meciuri în Liga Națională de Baschet și a câștigat medalia de argint în Cupa României, în sezonul 2012-2013, după o finală pierdută cu 62-76 în compania formației CS Gaz Metan Mediaș.La finele sezonului Cupei României, Hristo Nikolov a fost desemnat cel mai eficient jucător al competiției, contabilizând un coeficient de 18,7/meci.

### Carieră internațională
Hristo Nikolov este component al naționalei de seniori a Bulgariei, unde joacă pe poziția de extremă de forță și poartă numărul 10. Extrema bulgară a căștigat titlul european la Campionatul European U20.

### Statistici personale
- Lukoil Akademik (2008-2010)

| Meciuri jucate | Minute/meci | 2P FG% | 3P FG% | FT % | Recuperări/meci | Pase decisive/meci | Capace/meci | Puncte/meci |  |
| -------------- | ----------- | ------ | ------ | ---- | --------------- | ------------------ | ----------- | ----------- |  |
| 44             | 20:06       | 54,4   | 32,4   | 46,9 | 5               | 1,6                | 0,1         | 13,3        |  |

- BC Steaua Turabo București(2010-2011)

| Meciuri jucate | Minute/meci | 2P FG% | 3P FG% | FT % | Recuperări/meci | Pase decisive/meci | Capace/meci | Puncte/meci |
| -------------- | ----------- | ------ | ------ | ---- | --------------- | ------------------ | ----------- | ----------- |
| 38             | 23:44       | 51,2   | 34,3   | 64,2 | 3,9             | 2,1                | 0,2         | 8,7         |

- Szolnoki Olaj KK (2011-2012)

| Meciuri jucate | Minute/meci | 2P FG% | 3P FG% | FT % | Recuperări/meci | Pase decisive/meci | Capace/meci | Puncte/meci |
| -------------- | ----------- | ------ | ------ | ---- | --------------- | ------------------ | ----------- | ----------- |
| 36             | 26:09       | 54,4   | 32,4   | 46,9 | 5,4             | 2,1                | 0,1         | 13,9        |

- FIBA EuroChallenge (2011-2012)

| Meciuri jucate | Minute/meci | 2P FG% | 3P FG% | FT % | Recuperări/meci | Pase decisive/meci | Capace/meci | Puncte/meci |
| -------------- | ----------- | ------ | ------ | ---- | --------------- | ------------------ | ----------- | ----------- |
| 19             | 29:01       | 54,4   | 32,4   | 46,9 | 4,5             | 2,6                | 0,4         | 12,6        |

- ”U” Mobitelco BT Cluj-Napoca(2012-2013)

| Meciuri jucate | Minute/meci | 2P FG% | 3P FG% | FT % | Recuperări/meci | Pase decisive/meci | Capace/meci | Puncte/meci |
| -------------- | ----------- | ------ | ------ | ---- | --------------- | ------------------ | ----------- | ----------- |
| 33             | 31:04       | 61,1   | 32,4   | 72,1 | 4,5             | 2,6                | 0,4         | 12,9        |